# Domingos do Santíssimo Sacramento
| “ | Farei o ordinário extraordinariamente bem | ” |

Domingos do Santíssimo Sacramento no siglo Domingo Iturrate Zubero: (Dima,  11 de maio de 1901-Belmonte, 7 de abril de 1927) foi um sacerdote da Ordem da Santíssima Trindade e toda a sua vida foi composta por uma busca da santidade segundo a fé católica.

## Biografía

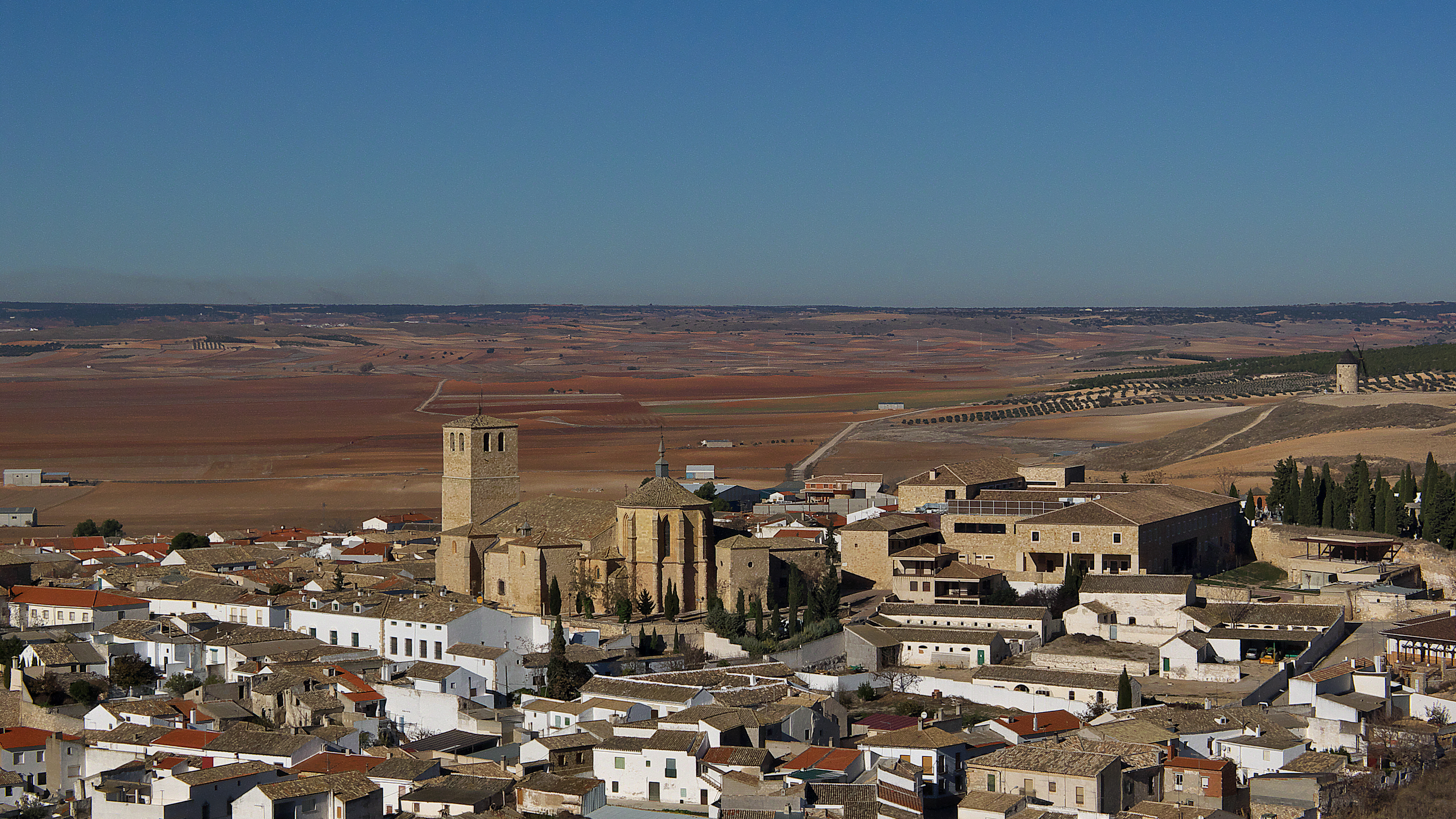
Vista de Belmonte (Cuenca), Espanha.

Domingos nasceu em Dima, Vizcaya, Espanha, em 11 de maio de 1901. Seus pais eram lavradores no vilarejo de Biteriño. Era o primeiro de uma numerosa família de 11 filhos e filhas. A educação cristã e sua inclinação aos atos de piedade o conduziram a pedir ao pároco que o admitisse como coroinha. Mesmo ficando seu vilarejo bem distante da paróquia, não faltava nem um só dia ao seu encontro com o Senhor.
Sentindo-se chamado por Deus para uma vida de seguimento radical a Jesus, pede para ser admitido no convento Trinitário de Algorta (Vizcaya).
Tinha já 16 anos completos quando, no dia 11 de dezembro de 1917, foi admitido ao noviciado, que foi feito no santuário de Nossa Senhora Bien Aparecida (Marrón-Santander). Alguns começam a chamá-lo “o santinho”. Sobressai-se, de modo especial, por sua piedade, modéstia, amor à pobreza e à obediência. Jesus Sacramentado é seu novo nome na Ordem. Por seu testemunho pessoal se sabe que durante o noviciado “sentiu aridez de espírito, sensação de ser condenado, obscuridade, amargura”. Tudo isto desapareceu no dia de sua profissão.
Foi enviado a São Carlino (Roma) para cursar seus estudos de filosofia e teologia. Na Universidade Gregoriana demonstrou aplicação e talento. As máximas qualificações e uma medalha de honra dão testemunho de seu aproveitamento. Queria preparar-se bem para ser “um apto instrumento nas mãos de Deus”.
Destacou-se na comunidade por sua piedade e seu espírito de serviço: a sacristia, a cozinha e, sobretudo, os enfermos eram seus “preferidos”. Antes de ser ordenado sacerdote, já foi nomeado Mestre dos estudantes. Tinha prática no ofício, pois durante alguns anos, havia exercido o de zelador.
Recebeu sua ordenação sacerdotal no dia 9 de agosto de 1925. Era o Ano Santo da Redenção. Escreve a seus pais: “Fui constituído mediador entre Deus e os homens. Sejam felizes e mil vezes felizes as famílias que entre seus membros têm um sacerdote que interceda por eles. Felizes os pais que em sua velhice, quando vêem próxima a morte, podem dizer: Tenho um filho sacerdote que oferece sacrifícios por mim”.
Tinha se preparado conscientemente para ser um bom sacerdote, um missionário. No entanto Domingos estava gravemente enfermo. Alguns dias antes de sua ordenação sacerdotal precisava fazer o exame de Doutorado em Teologia. Sua enfermidade já se havia manifestado. Os professores que lhe aplicavam o exame se deram conta da palidez de seu rosto. A tuberculose estava destruindo-o. No verão de 1925, os médicos recomendaram-lhe que voltasse à Espanha.
Seu primeiro destino foi a casa de Algorta. Não podendo dedicar-se ao apostolado direto, procurou escrever alguns artigos para a revista O Santo Triságio. Afirmava: “É consolador que se possa chegar às almas de diversas maneiras”.
Os especialistas não sabiam o que fazer e sugeriram como último recurso que fosse enviado a uma casa da Ordem que estava em Belmonte (Cuenca). Ali havia um clima mais seco, para realizar uma cura com repouso absoluto. Era o dia 28 de dezembro de 1926. Ao entrar pela portaria daquele convento, disse: “Hic dormiam et requiescam”.
No dia 5 de janeiro de 1927, escreve a seu companheiro Félix da Virgem: “Na casa de Deus há muitas moradas. Importa que cumpramos a vontade de Deus. Deus chama a alguns na flor da idade, antes que se envolvam com negócios e responsabilidades. A outros lhes reserva grandes trabalhos e lutas. Tudo pode ser ocasião de mérito e ninguém se perde senão por sua negligência”.
No fim de sua vida revisava seus propósitos:
1. O voto de fazer o que acreditasse ser mais perfeito.
2. Não negar nada a Deus, nosso Senhor; seguir em tudo suas santas inspirações com generosidade e alegria.
Morreu no dia 7 de abril de 1927.

## Beatificação
Domingos Iturrate foi beatificado pelo Papa João Paulo II em 30 de Outubro de 1983. Em sua homilia o Sumo Pontífice o elogiou com estas palavras: “Como religioso trinitário, procurou viver segundo as duas grandes diretrizes da espiritualidade da Ordem: o mistério da Santíssima Trindade e a obra da redenção que nele se tornava vivência de intensa caridade. Enquanto sacerdote, teve uma clara ideia de sua identidade como ‘mediador entre Deus e os homens’, ou ‘representante do Sacerdote Eterno, Cristo’. Tudo isto o levava a viver cada Eucaristia como um ato de imolação pessoal, unido à suprema Vítima, em favor dos homens”.
Seus restos são venerados na igreja trinitária do “Redentor” (Jesus Nazareno), de Algorta (Espanha).